# Peter Little
Peter Little (* 11. Dezember 1775 in Petersburg, Huntingdon County, Province of Pennsylvania; † 5. Februar 1830 in Freedom, Maryland) war ein US-amerikanischer Politiker. Zwischen 1811 und 1813 sowie nochmals von 1816 bis 1829 vertrat er den Bundesstaat Maryland im US-Repräsentantenhaus.

## Werdegang
Peter Little besuchte die öffentlichen Schulen seiner Heimat und wurde danach Uhrmacher. Später zog er nach Freedom, wo er sich in der Landwirtschaft betätigte. Gleichzeitig schlug er als Mitglied der Demokratisch-Republikanischen Partei eine politische Laufbahn ein. In den Jahren 1806 und 1807 saß er im Abgeordnetenhaus von Maryland. Bei den Kongresswahlen des Jahres 1810 wurde er für die Demokratisch-Republikanische Partei im fünften Wahlbezirk seines Staates in das US-Repräsentantenhaus in Washington, D.C. gewählt, wo er am 4. März 1811 sein neues Mandat antrat. Da er im Jahr 1812 auf eine weitere Kandidatur verzichtete, konnte er bis zum 3. März 1813 zunächst nur eine Legislaturperiode im Kongress absolvieren.
Während des Britisch-Amerikanischen Krieges von 1812 war Little von 1813 bis 1815 Oberst in einer Infanterieeinheit aus Maryland. Nach dem Rücktritt des Abgeordneten William Pinkney wurde er bei der fälligen Nachwahl für den fünften Sitz von Maryland als dessen Nachfolger in das US-Repräsentantenhaus gewählt, wo er am 2. September 1816 sein Mandat antrat. Nach fünf Wiederwahlen konnte er bis zum 3. März 1829 im Kongress verbleiben. In den 1820er Jahren schloss er sich zunächst der Bewegung um den späteren Präsidenten Andrew Jackson an, von dem er sich dann wieder abwandte. Danach unterstützte er Präsident John Quincy Adams. Zwischen 1815 und 1819 war Little Vorsitzender des Committee on Accounts; von 1823 bis 1827 leitete er den Pensionsausschuss, der sich auch mit Abfindungen aus der Revolutionszeit befasste. In den Jahren 1827 bis 1829 war er Vorsitzender des Ausschusses zur Kontrolle der Ausgaben des Marineministeriums.
1828 verzichtete Peter Little auf eine erneute Kandidatur. Nach dem Ende seiner Zeit im US-Repräsentantenhaus war er Richter am Vormundschaftsgericht für Waisenkinder im Baltimore County. Er starb am 5. Februar 1830 in Freedom.